# آندرس استرادا
آندرس استرادا (اسپانیایی: Andrés Estrada‎؛ زادهٔ ۱۲ نوامبر ۱۹۶۷) یک بازیکن فوتبال اهل کلمبیا است.

## تیم ملی
وی همچنین در تیم ملی فوتبال کلمبیا بازی کرده است.